# Charles Higham
Charles Higham (* 1939 Anglie) je profesor antropologie na Univerzitě Otago v Dunedinu na Novém Zélandu. Jeho přínos je zejména v oblasti porozumění archeologie jihovýchodní Asie a thaistiky.

## Život a práce
Highamův otec byl architektem. Již ve svém mládí se zajímal o archeologii a ve svých 15 letech pomáhal se svým bratrem při vykopávkách v Snail Down u Stonehenge a později při vykopávkách ve Wales, Francii a Řecku. Své studium začal na Londýnské univerzitě a v roce 1959 šel studovat na Cambridge kde promoval u Grahama Clarka ve výzkumu kostí skotu, jež byly nalezeny při vykopávkách Dánsku a Švýcarsku. V roce 1967 se přestěhoval se svou rodinou na Nový Zéland, začal pracovat na univerzitě Otago. V roce 1969 se zde stal profesorem archeologie. 1969 se potkal s americkými archeology Wilhelmem Solheimem, Donnem Bayardem a Chesterem Gormanem v Tajsku a podílel se na Gormanových vykopávkách na Khoratské náhorní plošině. V roce 1974 objevil s thajským archeologem Prisit Charoenwongsa v Ban Chiang výtvory z bronzu, které se později - jejich stáří je určeno na 4000 let - ukázaly jako nejstarší důkazy práce s kovem v této oblasti. V roce 1981 našel u Ban Na Di další bronzové výtvory, které pochází z období 1300 př. n. l.
S Ratchanie Thosarat prováděl vykopávky na mohyle Khok Phanom Di. Společně nastartovali mezidisciplinární výzkumný program o vzniku Angkorské civilizace a probádání doby železné v regionu v období 500 let př. n. l. Higham vedl vykopávky i v Nong Nor, Ban Lum Khao und Noen U-Loke. V roce 2001 Higham i Thosarat výzkum chrámu Khmerů v Angkoru opustil. Nakonec svůj výzkum soustředil na oblast severovýchodního Thajska, Isaanu. V roce 2006 se Higham účastnil spolu s thajskými archeology v Ban Non Vat.
Profesor Higham je členem Britské akademie.

## Práce
- The Bronze Age of Southeast Asia
- Prehistoric Thailand
- Early Cultures of Mainland Southeast Asia, Art Media Resources 2003, ISBN 1-58886-028-0
- The Civilization of Angkor, University of California Press 2004, ISBN 0-520-24218-1